# The Bad Boy
The Bad Boy (en español: El chico malo) es el álbum de estudio debut del cantante puertorriqueño Héctor el Father como solista, luego de su separación del dúo Héctor & Tito. Fue publicado el 21 de noviembre de 2006 a través de VI Music, Gold Star Music y Machete Music.

## Recepción
En su primera semana, apareció en la lista Billboard 200 en la posición 81 de la revista Billboard, con ventas registradas de 20 000 copias. Recibió múltiples nominaciones a premios latinoamericanos, entre los que cabe mencionar sus 3 nominaciones en Premios Lo Nuestro 2008, incluyendo mejor álbum y mejor canción urbana por «Sola».

## Lanzamiento
Una reedición, The Most Wanted, fue publicada en 2007, después del éxito que obtuvo el álbum que salió un año antes. Contiene las mismas canciones de la edición estándar más un segundo disco y un DVD. Siendo apoyado por el sencillo «Pa' la tumba».

## Promoción
En 2007, el artista se embarcó en una gira de 40 fechas llamada  «The Bad Boy Concert» por Estados Unidos.

## Lista de canciones

### Edición estándar (2006)
- Adaptados de los créditos en el CD original.[6]

| N.º      | Título                             | Productor(es)       | Duración |  |
| 1.       | «Intro»                            | Mambo Kingz         | 3:36     |  |
| 2.       | «Rumor de guerra» (con Notty)      | Mambo Kingz         | 3:53     |  |
| 3.       | «Maldades»                         | Mambo Kingz · Mekka | 3:32     |  |
| 4.       | «Sola»                             | Mambo Kingz         | 2:53     |  |
| 5.       | «Ahora es que es “Paola”»          | Mekka               | 3:25     |  |
| 6.       | «Si supieras» (con Ednita Nazario) | Tainy               | 3:12     |  |
| 7.       | «Hello Mama»                       | Mekka               | 2:37     |  |
| 8.       | «Fría»                             | Mekka               | 3:36     |  |
| 9.       | «Boom Bye Bye»                     | Mekka               | 2:35     |  |
| 10.      | «Te vas» (con Ken-Y)               | Tainy               | 2:49     |  |
| 11.      | «Viviendo en guerra»               | Mekka               | 3:47     |  |
| 12.      | «Vamo' allá»                       | Tainy               | 2:37     |  |
| 13.      | «En busca de ti» (con Polaco)      | Mambo Kingz         | 3:43     |  |
| 14.      | «Te encontré»                      | Tainy               | 3:00     |  |
| 15.      | «Cuidao'»                          | Mambo Kingz         | 5:21     |  |
| 16.      | «No mames güey»                    | Mekka               | 2:21     |  |
| 17.      | «El teléfono» (con Wisin & Yandel) | Tainy               | 3:55     |  |
| 18.      | «Outro “Hipócritas”»               | Mambo Kingz         | 6:05     |  |
| 01:03:02 |                                    |                     |          |  |

### The Most Wanted (2007)
- Esta edición cuenta con dos CD más un DVD. El primer CD es la edición estándar con las 18 canciones, mientras que el segundo CD posee ocho canciones nuevas más un DVD con material especial.[7]

| CD2      |                                                  |                                         |          |  |
| N.º      | Título                                           | Productor(es)                           | Duración |  |
| 1.       | «Bajen pa' aca»                                  | Rifo Kila · Puka · Monserrate & DJ Urba | 3:04     |  |
| 2.       | «Pa' la tumba»                                   | Eddie “Scarlito” Perez · Rifo Kila      | 4:22     |  |
| 3.       | «Hola Bebé» (con Jowell & Randy)                 | Rifo Kila · DNA                         | 3:47     |  |
| 4.       | «No haces na'» (con Yomo)                        | Rifo Kila                               | 4:30     |  |
| 5.       | «Mensaje de voz» (con Naldo)                     | Monserrate & DJ Urba                    | 3:39     |  |
| 6.       | «Te vas»                                         | Walde                                   | 3:22     |  |
| 7.       | «Maldades (Remix)» (con Omega “El Fuerte”, Yomo) | Mambo Kingz                             | 5:17     |  |
| 8.       | «Sola (Bachata Remix)» (con Toby Love)           | Scarlito                                | 3:40     |  |
| 01:34:52 |                                                  |                                         |          |  |

| DVD |                                          |          |  |
| N.º | Título                                   | Duración |  |
| 1.  | «Behind the Scenes» (Video)              |          |  |
| 2.  | «No haces na'» (Video)                   |          |  |
| 3.  | «Sola» (Video)                           |          |  |
| 4.  | «Photo Gallery»                          |          |  |
| 5.  | «Wallpapers» (Héctor el Father con Yomo) |          |  |

## Posicionamiento en listas
| Listas (2006)                        | Mejor posición |
| ------------------------------------ | -------------- |
| Estados Unidos (Billboard 200)       | 81             |
| Estados Unidos (Latin Rhythm Albums) | 1              |
| Estados Unidos (Top Latin Albums)    | 2              |
| Estados Unidos (Top Rap Albums)      | 25             |

| Listas (2007)                     | Posición |
| --------------------------------- | -------- |
| Estados Unidos (Top Latin Albums) | 23       |

## Certificaciones
| País (Certificador) | Certificación   | Ventas certificadas |
| --- | --------------- | ------------------- |
| Estados Unidos (RIAA) | Platino (Latin) | 100 000*            |
| ^cifras de envíos basadas únicamente en la certificación xcifras no especificadas basadas únicamente en la certificación |                 |                     |